# 利德蕙
利德蕙（Vivienne Poy，1941年5月15日—），生於香港，1959年前往加拿大讀書，是首位华裔加拿大国会上议院议员，亦是香港四大家族之一利希慎家族的成员。
利德蕙的父亲是利铭泽，母亲是利黃瑤璧女士。她的丈夫伍卫权是加拿大名醫，小姑是首位華裔加拿大总督伍冰枝。
利德蕙於1998年被委任為加拿大国会上议院议员，1997年获得多伦多大学历史系硕士学位，2003年11月17日获颁多伦多大学历史系博士学位，并被委任为第三十一任多伦多大学校監，成为首名华裔校監。

## 參看
- 海外港人